# Eide
Eide è un comune norvegese della contea di Møre og Romsdal.